# Bithynia leachii
Bithynia leachii е вид коремоного от семейство Bithyniidae.

## Разпространение
Видът е разпространен в Австрия, Белгия, България, Великобритания, Германия, Дания, Естония, Ирландия, Испания, Латвия, Литва, Нидерландия, Полша, Северна Македония, Румъния, Русия (Калининград), Словакия, Словения, Сърбия, Украйна, Унгария, Франция, Чехия, Швейцария и Швеция.